# Graphiurus microtis
Graphiurus microtis — вид гризунів родини вовчкових (Gliridae). Він зустрічається в Анголі, Ботсвані, Еритреї, Ефіопії, Кенії, Лесото, Малаві, Мозамбіку, Намібії, Південній Африці, Судані, Свазіленді, Танзанії, Замбії та Зімбабве.